# Chikkanandi, Heggadadevankote
Chikkanandi là một làng thuộc tehsil Heggadadevankote, huyện Mysore, bang Karnataka, Ấn Độ.